# Augusto Luna Llamas
Augusto Luna Llamas de Lima fue un político peruano. Forma parte de la Familia Luna de Acomayo, hacendados y políticos. Su padre Manuel Tomás Luna Mujica fue diputado en los años 1860 y 1870, su hermano Manuel Teófilo fue diputado en los años 1870 y senador por el departamento del Cusco entre 1899 a 1910 y su hermano Francisco fue diputado por el departamento de Apurímac. Ello además de la rama de Federico Luna Aranibar quienes también ocuparon cargos políticos en la provincia de Acomayo y el departamento del Cusco.
Fue elegido diputado suplente por la provincia de Acomayo en 1895, luego de la Guerra civil de 1894 durante los gobiernos de Manuel Candamo, Nicolás de Piérola y Eduardo López de Romaña en el inicio de la República Aristocrática y reelecto en 1901. Fue reelegido, esta vez como diputado titular por la provincia de Acomayo, en 1907 durante el gobierno de José Pardo y Barreda.